# 硫酮

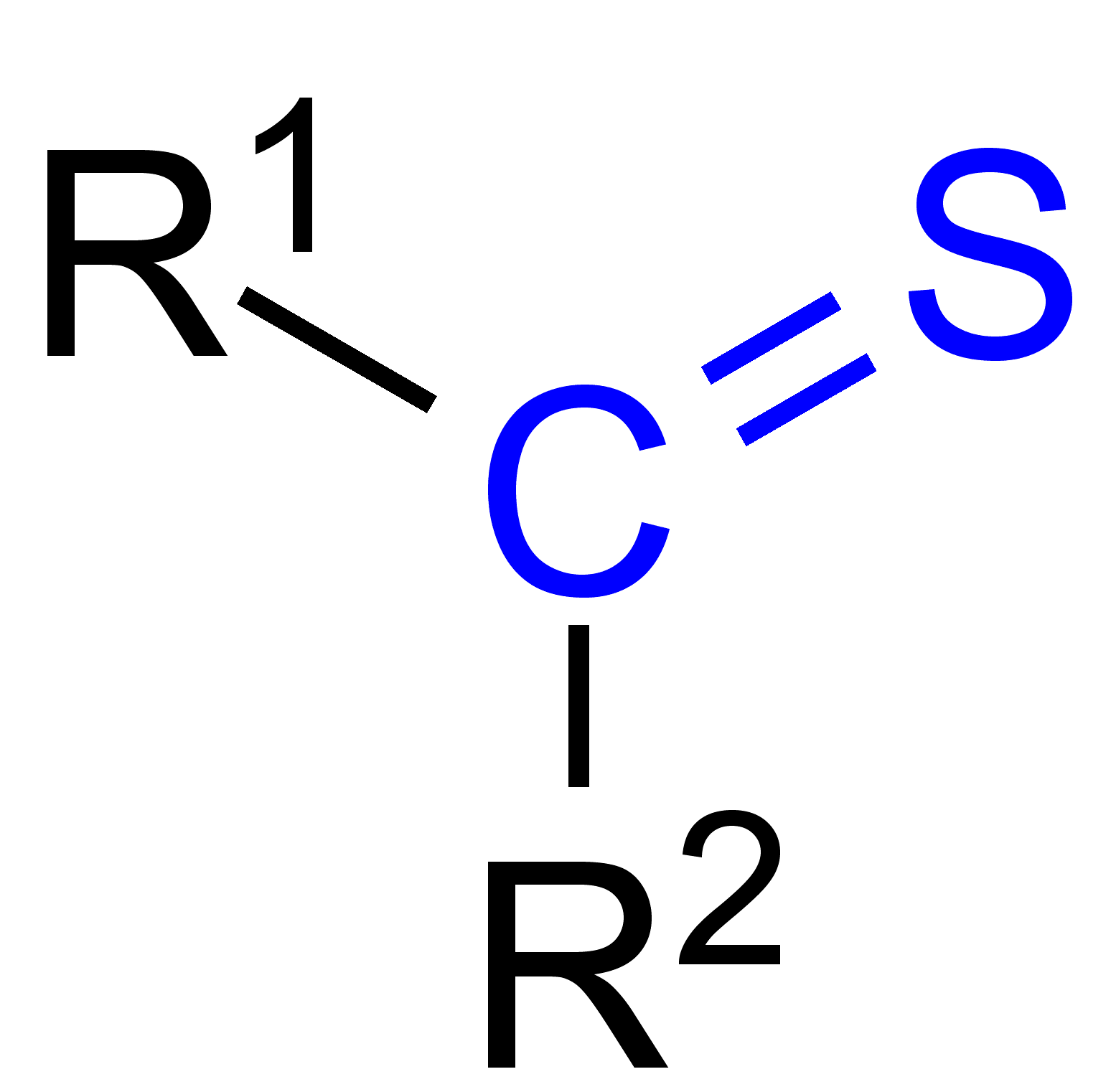
硫酮的通式。

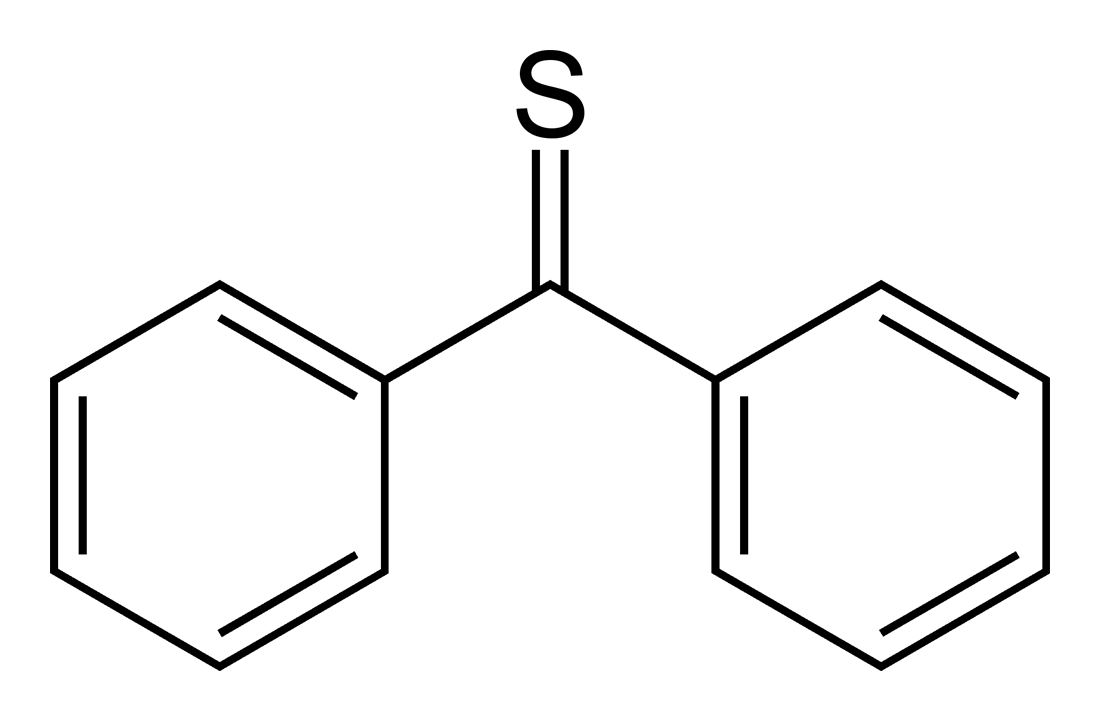
二苯甲硫酮的结构式。

硫酮（英文：Thioketone）是酮的氧原子被硫原子取代后形成的一类有机硫化合物，通式为R-C(=S)-R'，含有硫羰基（-C=S-）。
氧族元素中，由酮、硫酮再到硒酮，稳定性显著下降。大多数酮都是稳定的。而相比之下，位阻较小的硫酮大多不稳定，容易成环或生成聚合物。例如，二苯甲酮是个稳定的白色固体；二苯甲硫酮是一个深蓝色较稳定的化合物，可溶于有机溶剂，露置于空气中时光解为二苯甲酮和硫；但再往下的二苯甲硒酮不稳定，可与1,3-二烯发生DA反应，且会发生可逆性的聚合。
硫酮可通过酮与劳氏试剂、氯化氢与硫化氢的混合物，或双(三甲硅基)硫化物反应引入硫原子得到。